# Антонов, Александр Павлович (актёр)
Алекса́ндр Па́влович Анто́нов (1898—1962) — советский актёр театра и кино. Заслуженный артист РСФСР (1950).

## Биография
Родился 1 (13) февраля 1898 года в Москве.

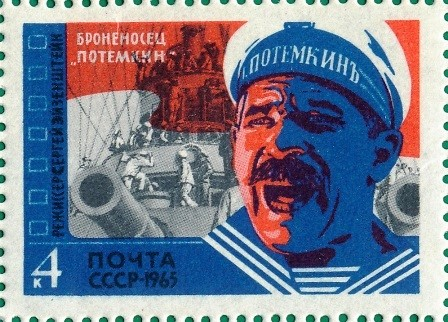
Почтовая марка СССР, 1965 г. Советское киноискусство. Броненосец «Потёмкин».

В 1920—1924 годах — актёр театра Пролеткульта (Москва).
Снимался в кино. В 1925 году сыграл свою первую роль — рабочий в кепке («Стачка»). Одна из самых значительных работ Антонова в период немого кино — роль Вакуленчука в фильме «Броненосец „Потёмкин“» (1926, при создании этой картины исполнял также обязанности помощника режиссёра). Эти ранние роли считаются основными в карьере артиста и дали основание авторам энциклопедического словаря «Кино» (1987) назвать в качестве главных черт его исполнительской манеры «сдержанность, строгость выразительных средств, эмоциональную убедительность». Впоследствии сыграл много ролей, главным образом хара́ктерных. За свою творческую карьеру Александр Павлович Антонов снялся в более чем пятидесяти немых и звуковых кинофильмах.
Умер 23 ноября 1962 года. Похоронен на Рогожском кладбище.

## Звания
- Орден «Знак Почёта» (23.03.1938)[8] — в связи с выпуском выдающихся кинофильмов, получивших единодушное одобрение зрителей, «Ленин в Октябре», «Петр I» и колхозный фильм «Богатая невеста».
- Заслуженный артист РСФСР (1950).

## Творчество

### Фильмография
| - 1923 — Дневник Глумова (короткометражный) - 1924 — Стачка — рабочий в кепке - 1925 — Броненосец Потёмкин — Вакуленчук - 1925 — Первые огни — Ефимов, председатель сельсовета - 1926 — Ветер — матрос - 1927 — Золотое руно — Глеб Гринёв - 1927 — Кафе Фанкони — Матрос - 1927 — Путь в Дамаск — Игнат Шеремет - 1928 — Светлый город — кондуктор - 1928 — Танька-трактирщица — Савка - 1929 — Когда зацветут поля — Филька - 1930 — Государственный чиновник — председатель правления дороги - 1930 — Две силы — заключённый - 1930 — Завтра ночью — Волков - 1930 — Иуда — унтер-офицер - 1931 — Бомбист — матрос - 1931 — Токарь Алексеев - 1931 — Шторм - 1932 — Крылья — комиссар авиаотряда - 1932 — Нельзя ли без меня? — повар - 1933 — Город под ударом — начальник авиации - 1934 — Любовь Алёны — Клюев - 1935 — Мяч и сердце — начальник пожарной команды - 1936 — Заключённые — Ваня-силач - 1936 — Я люблю — Гарбуз - 1937 — Богатая невеста — Данило Петрович Будяк, бригадир трактористов | - 1938 — Директор - 1939 — Девушка с характером — Мешков, директор зверосовхоза - 1939 — Кубанцы — Сергей Захарович Худенко, начальник конезавода - 1939 — Ночь в сентябре — Антон Михайлович Кулагин, отец Степана - 1940 — Суворов — полковник Тюрин, командир Азовского полка - 1941 — Боевой киносборник № 3 — капитан - 1941 — Дело Артамоновых — Барский (нет в титрах) - 1941 — Мужество (нет в титрах) - 1941 — Сердца четырёх — полковник - 1942 — Секретарь райкома — Александр Павлович Потапенко, командир отряда (нет в титрах) - 1942 — Убийцы выходят на дорогу — солдат - 1944 — В шесть часов вечера после войны — командир (нет в титрах) - 1944 — Человек № 217 — немецкий солдат (нет в титрах) - 1948 — Молодая гвардия — Игнат Фомин, полицай - 1948 — Путь славы — Иван Константинович - 1948, 1949 — Сталинградская битва — полковник Попов - 1950 — Кавалер Золотой Звезды — эпизод - 1950 — Секретная миссия — генерал Шитте - 1952 — Неразлучные друзья — Иван Карпович Терещенко, председатель колхоза - 1953 — Случай в тайге — Фёдор Николаевич Волков, лучший охотник района, строптивый бригадир - 1954 — Море студёное — Амос Кондратьич Корнилов - 1955 — Белый пудель — дворник - 1955 — Двенадцатая ночь — капитан корабля - 1955 — Звёзды на крыльях — Максим Платонович Коренюк - 1956 — Долгий путь — Павел Григорьевич, отец Раисы Федосеевой - 1957 — Матрос сошёл на берег — Викентий Семёнович Антонов, начальник порта |